# Damian Keogh
Damian Thomas Keogh (Melbourne, 1º febbraio 1962) è un ex cestista australiano.
È il marito di Maree White.

## Carriera
Con l'Australia ha disputato tre edizioni dei Giochi olimpici (Los Angeles 1984, Seul 1988, Barcellona 1992) e tre dei Campionati mondiali (1982, 1990, 1994).